# Ner Tamid

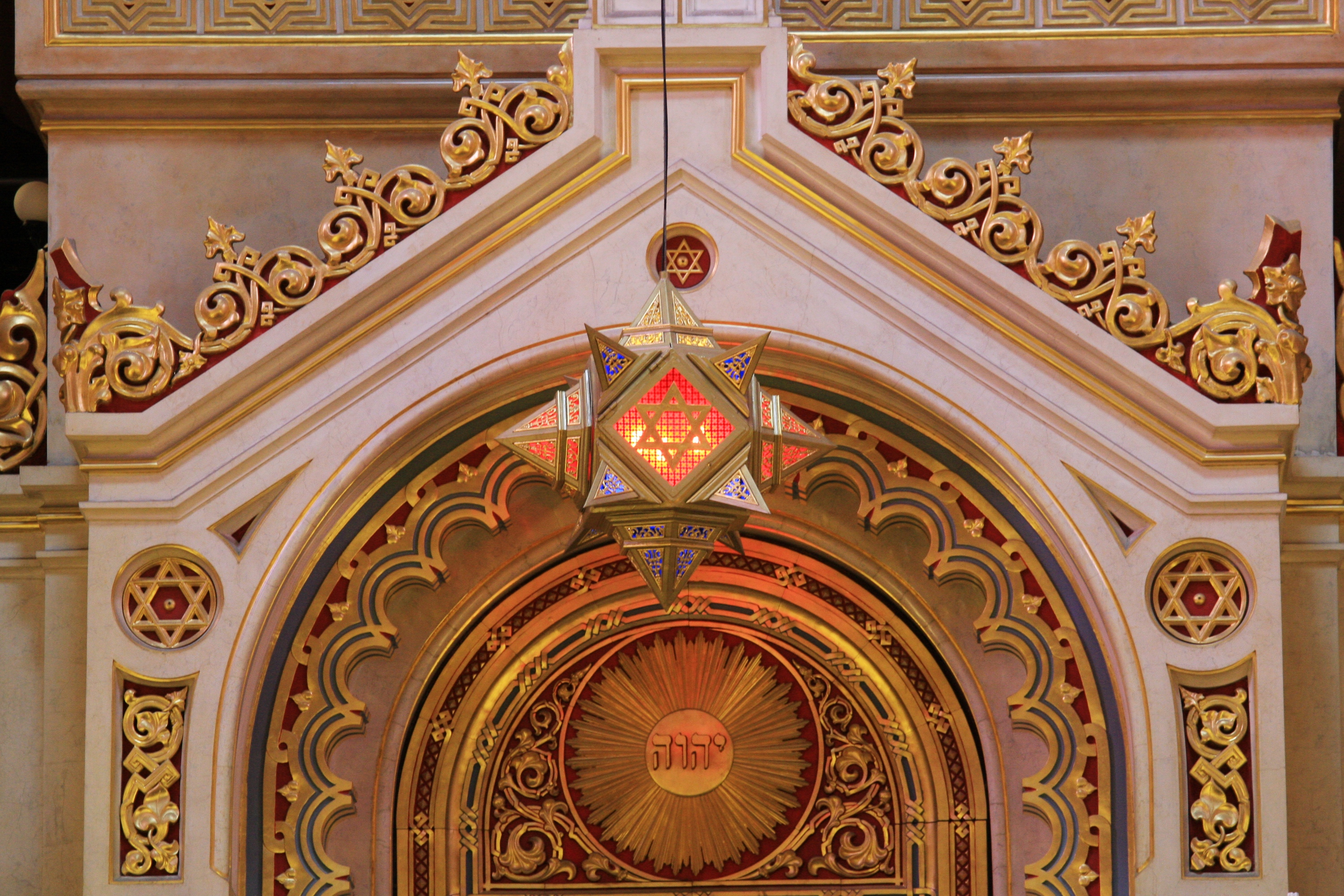
Das Ner Tamid über dem Toraschrein in der Großen Synagoge in Budapest.

Das Ner Tamid (hebräisch נֵר תָּמִיד) ist ein in Synagogen vor dem Aron ha-Qodesch brennendes Ewiges Licht.
Es befindet sich normalerweise in einem Behälter, der an der Decke aufgehängt ist. In früheren Zeiten bestand das Ner Tamid aus einem Docht, der mit Olivenöl gespeist wurde, und es wurde als verdienstvolle Tat (Mitzwa) angesehen, Spenden zum Unterhalt des Ewigen Lichtes zu tätigen. Heute besteht das Ner Tamid aus einer elektrischen Glühlampe. Der Behälter und die dazugehörigen Ketten sind oft aus Edelmetall hergestellt.

## Geschichte
Die Einrichtung des Ner Tamid in der Synagoge ist eine symbolische Erinnerung an die Menora, die ständig im Jerusalemer Tempel brannte (siehe Exodus 27, 20 und Leviticus 24, 2), da die Synagoge als spirituelle Entsprechung des Tempels angesehen wird („ein kleines Heiligtum“ Megilla 29a). Ursprünglich befand sich das Ner Tamid in einer Nische an der Westwand der Synagoge zur Erinnerung an die Lage der Menora im Tempel. Später wurde es dann vor der heiligen Lade aufgestellt. In vielen osteuropäischen Holzsynagogen wurde das Ner Tamid in einer gewölbten Steinnische platziert, da die ständige Gefahr von Feuerausbruch bestand. Das Ner Tamid wird im Talmud als Symbol der Gegenwart Gottes im Volk Israel interpretiert (Schabbat 22b) oder als das geistige Licht, das vom Tempel ausstrahlte.

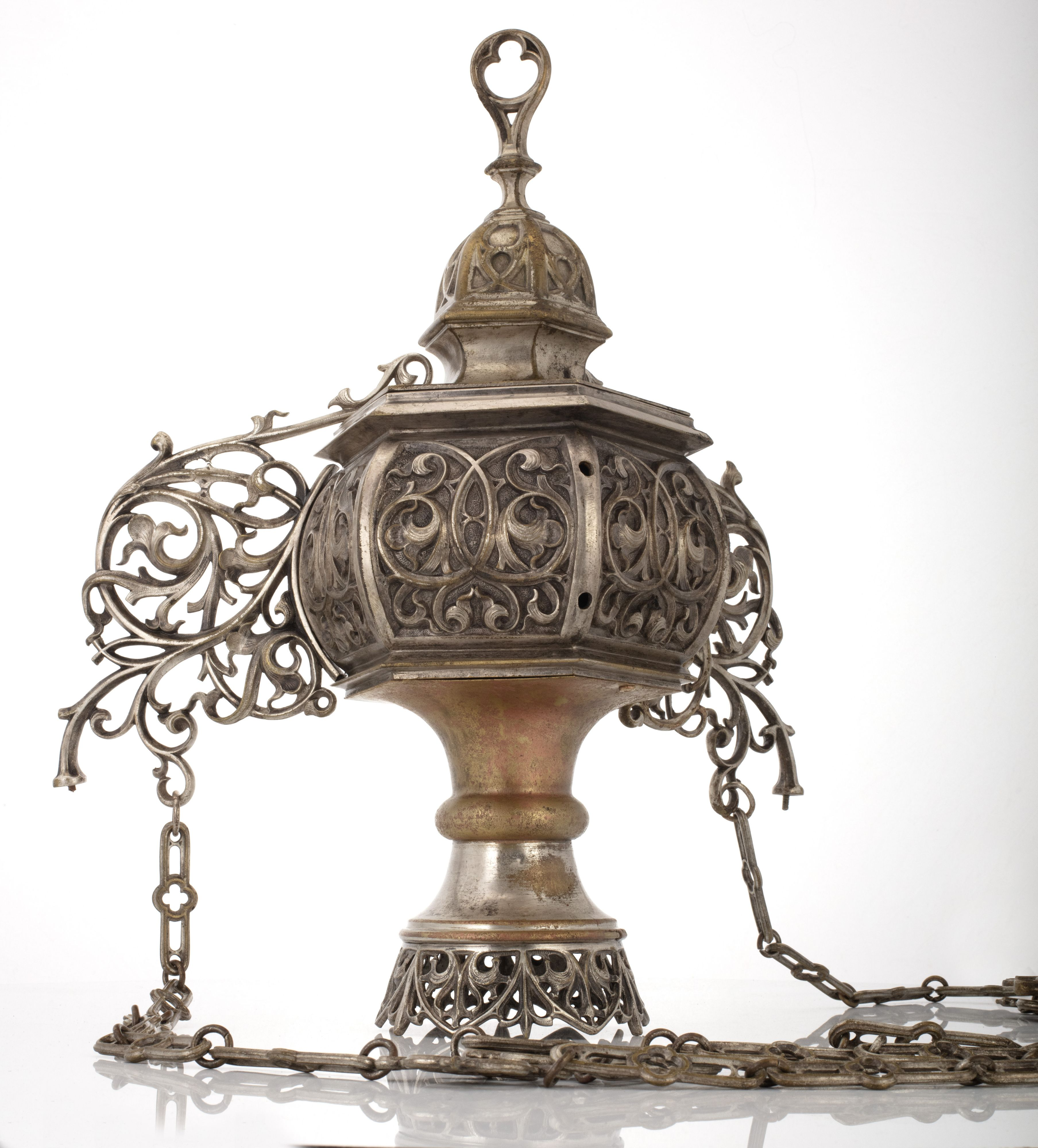
Ner Tamid Lampe aus der Großen Synagoge in Oświęcim

Flavius Josephus zitiert eine Beschreibung von Hekataios von Abdera, nach der im Inneren des serubbabelischen Tempels nur ein Altar und ein Leuchter aufgestellt waren, beide aus Gold und zwei Talente schwer. Und weiter:
„… auf diesen befindet sich ein Licht, das nie gelöscht wird, nicht bei Tag und nicht bei Nacht.“